# برايس روجر
برايس روجر (بالفرنسية: Brice Roger)‏ هو متزحلق جبال الألب فرنسي، ولد في 9 أغسطس 1990 في بوغ سان موريس في فرنسا.

## وصلات خارجية
- برايس روجر على موقع الاتحاد الدولي للتزلج (التزلج على المنحدرات الثلجية) (الإنجليزية)
- برايس روجر على موقع اللجنة الأولمبية الدولية (الإنجليزية)
- برايس روجر على موقع أوليمبيديا (الإنجليزية)
- برايس روجر على موقع اللجنة الأولمبية الفرنسية (مؤرشف) (الفرنسية)